# Dihydrolipoamide
Le dihydrolipoamide est un composé organique résultant de la réduction du lipoamide par la dihydrolipoyl déshydrogénase (EC 1.8.1.4), troisième enzyme du complexe pyruvate déshydrogénase. C'est un cofacteur de la dihydrolipoamide S-acétyltransférase, qui reçoit le groupe acétyle issu de la décarboxylation du pyruvate par la pyruvate déshydrogénase et le cède à la coenzyme A avant d'être déshydrogéné par la dihydrolipoyl déshydrogénase avec une FAD comme cofacteur.